# Палінгенез (біологія)
Палінгенез — поняття, введене Ернстом Геккелем в 1866 році при обґрунтуванні ним біогенетичного закону для позначення повторення більш-менш далеких етапів філогенезу в процесі зародкового розвитку особини. Геккель відносив до палінгенезів відособлення первинних зародкових листків, розвиток хорди і первинного хрящового черепа, зябрових дуг, однокамерного серця і т. д. Він відрізняв від палінгенезів ценогенези — адаптивні ознаки, що виникають у зародків і личинок і затіняють прояви палінгенезів. І. І. Шмальгаузен відзначив, що Геккель розглядав еволюцію дорослих організмів у відриві від еволюції зародків; насправді остання закономірно пов'язана з історією розвитку дорослих форм і частково визначає її. Шмальгаузен пропонував позначати палінгенез точнішим терміном — рекапітуляція.